# Lisa Michels
Lisa Michels (Houten, 13 december 1989) is een Nederlandse presentatrice, actrice en zangeres.

## Biografie
Michels heeft in 2012 haar diploma's voor dans en dansdocent behaald aan de hbo-opleiding Lucia Marthas. Zij is onder andere bekend geworden door haar deelname aan K3 zoekt K3 in 2015, waar zij de finale haalde. In datzelfde jaar stond zij tevens in de finale van Miss Nederland.
In 2016 speelde ze een rol in de musical Peter Pan The Never Ending Story.
Van 2016 tot 2018 was Michels te zien als presentatrice bij Shownieuws.
In 2018 speelde Michels de rol van de Vlogpiet in De Pepernoten Club.
Michels is in 2019 deelneemster aan het televisieprogramma It Takes 2, met als coach Waylon.
Ze is sinds begin 2022 de frontzangeres van Level Six, samen met Jo Hens.

## Filmografie

### Televisie
- 2015: Miss Nederland, als deelneemster
- 2015: K3 zoekt K3, als deelneemster
- 2016-2018: Shownieuws, als presentatrice
- 2018: De Pepernoten Club, als vlogpiet
- 2019: It Takes 2, als deelnemer
- 2021: De Alleskunner VIPS, als deelnemer
- 2023: Make It Your Game, als presentatrice

### Film
- 2019: F*ck de Liefde, als date Jack
- 2019: Misfit 2, als jurylid
- 2021: Just say yes, als Robin
- 2022: F*ck de Liefde 2, als politieagent Merel
- 2023: Juf Braaksel en de magische ring, als nieuwslezeres
- 2024: Juf Braaksel en de geniale ontsnapping, als nieuwslezeres
- 2025: Love Fail Repeat, als Julia

## Musical
- Peter Pan The Never Ending Story